# Colli Maceratesi bianco
Il Colli Maceratesi bianco è un vino DOC la cui produzione è consentita nelle province di Ancona e Macerata.

## Caratteristiche organolettiche
- colore: giallo paglierino tenue.
- odore: caratteristico, gradevole.
- sapore: asciutto e armonico.

## Abbinamenti consigliati
È particolarmente indicato per antipasti, coi tradizionali brodetti di pesce tipici della costa, o grigliate sempre di pesce.

## Produzione
Provincia, stagione, volume in ettolitri
- Macerata  (1990/91)  4273,15
- Macerata  (1991/92)  4355,12
- Macerata  (1992/93)  10658,97
- Macerata  (1993/94)  7504,67
- Macerata  (1994/95)  7787,57
- Macerata  (1995/96)  6889,77
- Macerata  (1996/97)  5417,65